# Chilevisión
Chilevisión (abreviat deseori ca CHV) este un canal de televiziune chilian gratuit. Este a treia cea mai veche rețea de televiziune chileană, deținută de Paramount Global prin Paramount Networks Americas, și fondată de Universitatea din Chile pe 4 noiembrie 1960.

## Logo-uri

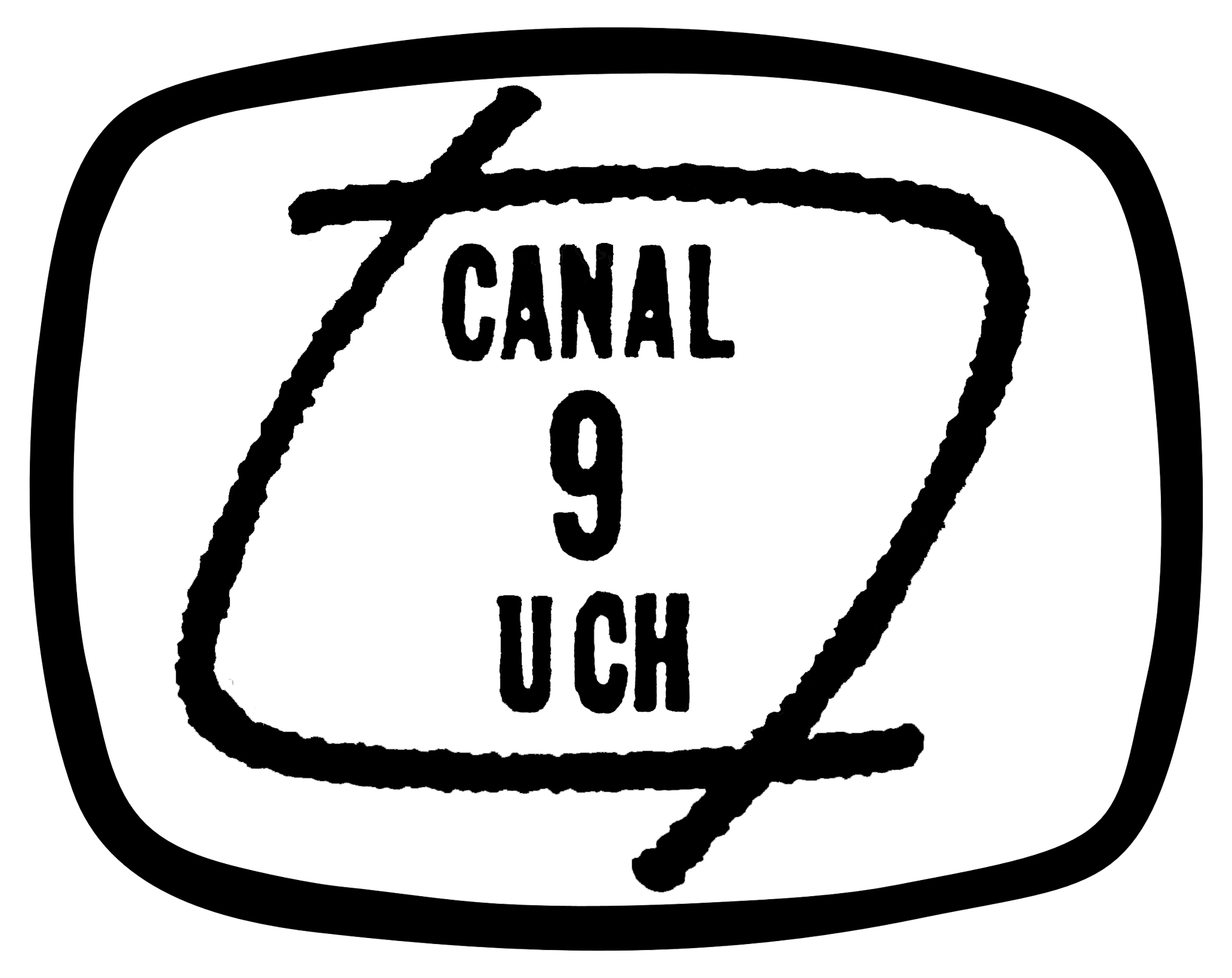
1960–1964
1964–1970
1970–1972
1972–1975
1975–1978
1978–1980
1980–1991
1991–1992
1992–1993
1993–1998
2006–2014
2015–2018
2018–prezent